# Kenttäjärvi (Gällivare socken, Lappland, 742279-172954)
Kenttäjärvi är en sjö i Gällivare kommun i Lappland och ingår i Råneälvens huvudavrinningsområde.